# 比莱恰罗达
比莱恰罗达（Bhilai Charoda），是印度恰蒂斯加尔邦Durg县的一个城镇。总人口87170（2001年）。

## 人口
该地2001年总人口87170人，其中男性45105人，女性42065人；0—6岁人口11092人，其中男5609人，女5483人；识字率72.25%，其中男性为80.13%，女性为63.81%。